# Kendhoo
Kendhoo is een van de bewoonde eilanden van het Baa-atol behorende tot de Maldiven.

## Demografie
Kendhoo telt (stand maart 2007) 490 vrouwen en 574 mannen.